# Rose Modesto
Rose Modesto   (Fátima do Sul, 20 de febrer de 1978) és una política i mestra brasilera que va servir com a 9a vice-governadora de Mato Grosso do Sul entre 2015 i 2019, diputada federal i regidora de Campo Grande.

## Biografia
Natural de Fátima do Sul, una ciutat a l'interior de l'estat de Mato Grosso do Sul, és la més petita de cinc fills d'una parella d'agricultors. El seu germà, Rinaldo Modesto, és diputat estatal. Modesto va viure a Culturama des del seu naixement fins al 1984, quan la seva família es va traslladar a Campo Grande, la capital de l'estat. El 1999, va iniciar un grau d'història a la Universitat Catòlica Dom Bosco (UCDB). Després de concloure la graduació, va passar a donar classes a escoles de la xarxa pública de Campo Grande.
Va començar a fer treballs socials a l'Escola Municipal Pare Tomaz Girardelli, on va reunir els seus alumnes i va crear el projecte "Aprenent amb Música", i, posteriorment, el projecte "Tocant davant", que actualment posen a disposició aules d'arts, esports i reforç escolar.

## Carrera política
La Professora Rose, com era coneguda, va iniciar la carrera política sent regidora de Campo Grande entre 2009 i 2014. Aquest darrer any va concórrer en les eleccions a l'executiu sulmatogrossense en qualitat d'aspirant a vicegovernadora, en una candidatura unitària del PSDB i que encapçalava Reinaldo Azambuja. Malgrat ser segona en la primera volta, la parella va guanyar-ne la segona i va accedir al càrrec per a la legislatura 2015-2019. Durant aquesta etapa, va presentar-se a les eleccions a la batllia campograndense de 2016, però va perdre la segona ronda davant Marquinhos Trad.
Dos anys després, va guanyar un escó a la Cambra de Diputats del Brasil per a la legislatura 2019-2023. En les eleccions de 2022, va presentar la seva candidatura a governadora de Mato Grosso do Sul amb un nou partit, União Brasil, però va resultar 4a. El 2024, va anunciar que disputaria les eleccions municipals de 2024 a Campo Grande.